# Будзинкан
Будзинкан (яп. 武神館 Дворец Божественного Воина) — японская школа комплексного боевого искусства, претендующая на наследование учения, традиций и методов ниндзя и в настоящее время насчитывающая более 300 тысяч учеников по всему миру. Эклектичная боевая система, созданная в 1973 году японским мастером будо Масааки Хацуми в память о своем учителе Тосицугу Такамацу на основании переданных ему полных прав (мэнкё кайдэн) на все включенные школы. Будзинкан включает в себя 9 школ традиционного древнего будо (корю), 3 из которых — школы ниндзюцу, и 6 самурайских школ.
Будзинкан является самой популярной школой боевых искусств из числа претендующих на преемственность от средневековых ниндзя. Большая часть техник Будзинкан будо тайдзюцу, происходит из шести основных школ, входящих в Будзинкан, а именно: Кото-Рю, Гёкко Рю, Синдэн Фудо Рю, Такаги Ёсин Рю, Кукисиндэн Рю, и Тогакурэ Рю. Гикан рю коппо-дзюцу, Кумогакурэ-рю нинпо и Гёкусин-рю нинпо мало известны на западе и преподаются на высшей ступени передачи.

## Состав школы по изучаемым будо
В программу Будзинкана входят 9 школ будо: Тогакурэ-рю нимпо, Гёкко-рю Коси-дзюцу, Куки синдэн-рю хаппо-хикэн-дзюцу, Синдэн-Фудо-рю дакэнтай-дзюцу, Кото-рю коппо-дзюцу, Гикан-рю коппо-дзюцу, Такаги Ёсин-рю дзютай-дзюцу, Кумогакурэ-рю нимпо и Гёкусин-рю нимпо.
Школы Куки синдэн-рю и Такаги Ёсин-рю помимо Будзинкан преподаются другими мастерами в Японии, не связанными с Масааки Хацуми и Тосицугу Такамацу, а остальные 7 школ существуют только внутри Будзинкан и неизвестны в остальной Японии.

## Генеалогия школы по версии Масааки Хацуми
Истоки школы тянутся к Икаи, жившему на рубеже X и XI веков на территории современной Кореи. В результате междоусобной войны он оказался на проигравшей стороне и был вынужден бежать в Японию. В Японии Икаи скрывался в пещерах в провинции Ига. Непосредственным же основателем школы считается Тогакурэ Дайсукэ (урождённый Нисина Дайсукэ). Отец Дайсукэ, Нисина Юкихиро, был вассалом Кисо Ёсинаки. В 1182 году Ёсинака был убит в битве в ходе междоусобной войны. Тогакурэ Дайсукэ, как сторонник Ёсинаки, был вынужден бежать. Осел он в деревне Тогакурэ (Тогакуси) в провинции Ига. Там он и обучался боевому искусству у Когакурэ Доси. Соединив свою технику и технику Доси Дайсукэ создал школу Тогакурэ Рю. Вторым великим мастером ниндзюцу Тогакурэ Рю считается Сима Косанта Минамото-но Канэсада.
Начиная с XVII века учение передавалось внутри семьи Тода.

## Школа в наши дни
В настоящее время Тогакурэ-рю — самая популярная школа, претендующая на наследие ниндзя. На данный момент патриархом школы является Масааки Хацуми (родился 2 декабря 1931 года в префектуре Тиба), по прозвищу Торацуги (Преследующий Тигр), перенявший боевое искусство от сэнсэя Такамацу Хисадзи. Хацуми принял решение, как и многие другие мастера боевых искусств в XX веке, рассекретить свою школу. В начале была открыта общедоступная школа для японцев, позже, в 80-х годах, Хацуми начал обучать и иностранцев. В настоящее время обучение ведётся не только в Японии, но и в Европе и Америке, а также в России.

## Список соке́ школы
По утверждению Масааки Хацуми у Тогакурэ Рю было 33 сокэ:
1. Тогакурэ Дайсукэ (яп. 戸隠 大助) (эра Охо, 1161)
2. Сима Косанта Минамото-но Канэсада (яп. 志摩小三太源兼定) (1180)
3. Тогакурэ Горо (яп. 戸隠五郎) (1200)
4. Тогакурэ Косанта (яп. 戸隠小三太)
5. Кога Кисанта (яп. 甲賀鬼三太)
6. Канэко Томохару (яп. 金子友春)
7. Тогакурэ Рюхо (яп. 戸隠龍法)
8. Тогакурэ Гакуун (яп. 戸隠岳雲)
9. Кидо Косэки (яп. 木戸小石)
10. Ига Тэнрю (яп. 伊賀天龍)
11. Уэно Рихэй (яп. 上野利平)
12. Уэно Сэнри (яп. 上野千里)
13. Уэно Мандзиро (яп. 上野万二郎)
14. Иидзука Сабуро (яп. 飯塚三郎)
15. Савада Горо (яп. 沢田五郎)
16. Одзару Иппэй (яп. 大猿一平)
17. Кимата Хатиро (яп. 十又八郎)
18. Катаока Хэйдзаэмон (яп. 片岡平座衛門)
19. Мори Угэнта (яп. 森宇源太)
20. Тода Гохэй (яп. 戸田五兵衛)
21. Кобэ Сэйун (яп. 神戸青雲)
22. Момоти Кобэй (яп. 百地幸兵衛)
23. Тобари Тэндзэн (яп. 戸張典善)
24. Тода Сэйрю Нобуцуна (яп. 戸田盛柳信綱), эра Канъэй 1624—1644
25. Тода Фудо Нобутика (яп. 戸田不動信近), эра Мандзи 1658—1681
26. Тода Кангоро Нобуясу (яп. 戸田観五郎信安), эра Тэнна 1681—1704
27. Тода Эйсабуро Нобумаса (яп. 戸田英三郎信正), эра Хоэй 1704—1711
28. Тода Симбэй Масатика (яп. 戸田新兵衛正近), эра Сётоку 1711—1736
29. Тода Сингоро Масаёси (яп. 戸田新五郎正良), эра Гэмбун 1736—1764
30. Тода Дайгоро Тикахидэ (яп. 戸田大五郎近秀), эра Мэйва 1764—1804
31. Тода Дайсабуро Тикасигэ (яп. 戸田大三郎近繁), эра Бунка 1804
32. Тода Синрюкэн Масамицу (яп. 戸田真竜軒正光), род.1824 — ум.1909
33. Такамацу Тосицугу Уо (яп. 高松寿嗣翊翁), род.1888 — ум. 1972
34. Хацуми Масааки (яп. 初見良昭), род. 2.12.1931 — действующий сокэ

## Мнение ученых о Будзинкане
Развернутый анализ официальной генеалогии Будзинкана осуществил кандидат исторических наук японист А. М. Горбылев. По его мнению Будзикан не имеет никакого отношения к традиционным школам ниндзя, а является комбинированной системой рукопашного боя, соединившей в себе древние школы бу-дзюцу (например вся работа с оружием и почти вся бросковая техника тай-дзюцу Будзинкана заимствована из школ Куки синдэн-рю и Такаги Ёсин-рю) и более поздние школы каратэ, айкидо и китайского кэмпо. В любом случае отсутствуют доказательства существования Будзикана в период средневековья. Масааки Хацуми не был единственным учеником Такамацу Тосицугу. Напротив, у Такамацу было много учеников. Да и сам Хацуми познакомился с Такамацу через своего учителя Уэно Ки Тёсуя. Кукисиндэн-рю хаппо-хикэн-дзюцу передавалась в семье Куки, которая принадлежала к слою мелких феодалов. Техника школы восходит к «самурайским» стилям Катори Синто-рю и Касима Синто-рю. Непричастность Кукисиндэн-рю к ниндзя подтверждается и техникой школы, где используется тяжёлый самурайский доспех ёрои. В то же время школы Кукисиндэн-рю и Такаги Ёсин-рю помимо Будзинкан преподаются в Японии десятками мастеров (не связанных с Хацуми Масааки и Тосицугу Такамацу), а остальные 7 школ существуют только внутри Будзинкан (также в Гэмбукан и Дзинэнкан, но их линия также идет от Хацуми Масааки) и неизвестны в остальной Японии.
Доктор наук в области японской истории и культуры Касем Зугари (тема докторской диссертации: Ниндзюцу: Его форма, история и сущность), преподаватель кафедры истории в Токийском университете, также являющийся членом Будзинкан и прямым учеником Хацуми, на основании своих многолетних исследований сделал однозначный вывод о принадлежности школ ниндзюцу, входящих в Будзинкан, к традиции ниндзя.